# Michail Ovsjannikov
Michail Fedotovič Ovsjannikov (rusky Михаи́л Федо́тович Овся́нников; 21. listopadu 1915 ve vesnici Puzači Kurské gubernie – 11. srpna 1987 v Moskvě) byl sovětský estetik, historik filosofie, doktor filosofických věd, profesor Lomonosovovy univerzity.

## Životopis
V roce 1939 absolvoval Filologickou fakultu Moskevského státního pedagogického institutu. V roce 1943 obhájil práci kandidáta filozofických věd na téma Osud umění v kapitalistické společnosti u Hegela a Balzaca («Судьба искусства в капиталистическом обществе у Гегеля и Бальзака»). V roce 1960 založil Katedru marxisticko-leninské estetiky na Moskevské státní univerzitě a vedl ji až do konce života. V roce 1961 obhájil doktorskou práci Hegelova filosofie («Философия Гегеля»). V letech 1968–1974 zastával funkci děkana filosofické fakulty.

## Publikace
- Философия Гегеля. - Москва : Соцэкгиз, 1959. - 306 с., 1 л. портр.; 23 см.
- Овсянников М. Ф. Гегель. М ., «Мысль», 1971. 223 с. (Мыслители прошлого).
- Марксистско‐ленинская эстетика[nedostupný zdroj]: Учеб. пособие для вузов/Л. В. Алехина, В. Р. Аронов, М. Н. Афасижев и др.; Под ред. М. Ф. Овсянникова. — М.: Высш. шк., 1983.‐544 с.

Česká vydání
- OVSJANNIKOV, M. F. Hegelova filosofie (původním názvem: Философия Гегеля). 1. vyd. Praha: SNPL, 1962.
- Marxisticko-leninská estetika (původním názvem: Марксистско‐ленинская эстетика). Redakce : M. F. Ovsjannikov; překlad : Ladislav Gawlik; ilustrace : obálku a vazbu navrhl Miloslav Fulín. 1. vyd. Praha: Svoboda, 1977. 473 s.